# Remziye Üsein qızı Tarsinova
Remziye Üsein qızı Tarsinova, született Remziye Bakkal ukránul: Ремзіє Усеінівна Тарсінова, Ремзие Баккал (Szimferopol, 1926. december 9. – 2021. április 7.) krími tatár származású szovjet-ukrán táncművész, balettmester, koreográfus.

## Életútja
Apja Üsein Bakkal (1897–1973) táncos és koreográfus volt, anyja Zora Izmajlova zongorista. Három lánytestvére volt.
Ötéves korában kezdett táncolni, majd a szimferopoli gyermek-táncstúdióban tanult. A Szimferopoli Balettstúdióban végzett.
A krími tatárok deportálása során 1944-ben családját a Tádzsik SZSZR-be telepítették ki. 1947 és 1960 között a leninabadi Puskin Színházban dolgozott, ahol apja volt a vezető balettmester. Eleinte szólista volt, majd a társulat balettmestere lett.
1975-ben kezdett táncműsorokat készíteni a taskenti krími tatár Qaytarma (oroszul: Хайтарма / Hajtarma; magyarul: Visszatérés) együttes számára. Az 1980-as moszkvai nyári olimpia megnyitóján egy 250 fős csapat tagjaként lépett fel.
1989-ben visszatért a Krím-félszigetre. A krími tatár színházban és a Kirim együttesben folytatta tánckarrierjét. 1992 és 2016 között a Qaytarma együttes művészeti vezetője és koreográfusa volt.
2021. április 7-én hunyt el a Krímben.

## Díjai, elismerései
- a Tádzsik SZSZR kitüntetett művésze (1961)
- Munka Veteránja Érdemérem (1977)
- a Tádzsik SZSZR népművésze (1983)
- Ukrajna érdemes művésze (2020)

## Fordítás
- Ez a szócikk részben vagy egészben  a(z)   Ремзіє Тарсінова-Баккал című ukrán Wikipédia-szócikk ezen változatának fordításán alapul.  Az eredeti cikk szerkesztőit annak laptörténete sorolja fel. Ez a jelzés csupán a megfogalmazás eredetét és a szerzői jogokat jelzi, nem szolgál a cikkben szereplő információk forrásmegjelöléseként.